# 皱波黄堇
皱波黄堇（学名：Corydalis crispa）为罂粟科紫堇属下的一个种。

## 扩展阅读
- 維基物種上的相關：皱波黄堇